# Menhirs de Montmirat
Les menhirs de Montmirat étaient un groupe de neuf menhirs situés autour du col de Montmirat dans le département de la Lozère en France.

## Historique
Dans son inventaire des menhirs de la région des Bondons publié en 1940, Charles Morel indique l'existence de deux menhirs situés au milieu d'une crête près du col de Montmirat : l'un est couché au sol et disparaît sous la végétation et le second a été brisé par la foudre et ne mesure plus que 1,20 m de hauteur. Par arrêté du 5 juin 1941, deux menhirs sont inscrits au titre des monuments historiques. L'arrêté mentionne une localisation « non loin du col de Montmirat, commune des Bondons ».

## Description
Les menhirs de Montmirat étaient un groupe de neuf menhirs situés autour du col de Montmirat. Un seul menhir est encore visible près du col, sur la commune de Saint-Étienne-du-Valdonnez. Il a fait l'objet d'une tentative de débitage et présente deux encoches à mi-hauteur sur sa face sud. Il a été christianisé par l'ajout d'une croix à son sommet.